# Сеитов, Насипкали Сеитович
Насипкали Сеитов — советский и казахстанский учёный-геолог, доктор геолого-минералогических наук, профессор, член-корреспондент НАН РК.

## Биография
Родился 13 июня 1944 года в с. Коктогай Индерского района Гурьевской (Атырауской) области. Рано лишился отца, его мать, Герой Социалистического Труда Ханкей (Ханикен) Алипова, растила детей одна.
Окончил геологический факультет Казахского политехнического института (1968).
В 1968—1970 гг. служил в Советской армии, лейтенант, командир взвода.
В 1970—1996 гг. работал в Институте геологических наук (ИГН) им. К. И. Сатпаева АН КазССР в должностях от старшего инженера до заместителя директора по науке.
В 1996—2000 гг. — зав. кафедрой АГУ им. Абая. Зав. кафедрой (2000—2005), профессор (с 2005) КазНТУ им. К. И. Сатпаева.
Доктор геолого-минералогических наук (1991), профессор (1994), член-корреспондент НАН РК (2013). Докторская диссертация:
- Геологическая основа палеозойской региональной тектоники малых плит : по особенностям офиолитовых зон Казахстана : диссертация … доктора геолого-минералогических наук : 04.00.01 / АН КазССР. Ин-т геол. наук им. К. И. Сатпаева. — Алма-Ата, 1989. — 384 с. : ил.

Автор более 230 научных трудов, в том числе 23 книг (7 монографий, 3 учебников, 6 учебных пособий, 2 словаря-словника, 4 толковых словаря, научно-популярная книга «Эхо вулканов», написанная совместно с А.Каиповым).
Основные научные работы: «Геологическое развитие Сакмарской и Орь-Илекской зон Мугоджар в ордовике и силуре», «Тектоника литосферных плит и офиолитовые зоны Казахстана (принципы умеренного мобилизма)», монографии «Эволюция проявления геотектонических процессов в истории Земли и их веществнно-энергетические основы (по особенностям офиолитовых зон Казахской складчатой области)», «Геотектоникалық процестердің Жер тарихында көрініс беру эволюциясы және олардың заттық-энергетикалық негіздері (Қазақ қатпарлы облысы офиолитті белдемдерінің ерекшеліктері тұрғысынан)» «Тектоника плит: возможные истоки и особенности проявления», «Особенности офиолитовых сутур Казахстана как доказательство регионального характера проявления плитной тектоники в палеозое».
Выпустил сборники стихов «Шекара» («Межа»), «Тұңғыш» («Первенец»), «Көгілдір белдер», «Жыр — жалауы жанымның» («Стихи — знамя моей души»).
Награждён медалями «За заслуги в развитии науки РК» (2004), имени А.Байтурсынова (2004), нагрудным знаком «Почетный разведчик недр РК» (2002), дипломом, премией и нагрудным знаком имени Ш.Есенова (2006), медалью имени Ы.Алтынсарина (2009).
Скончался 22 августа 2022 года.